# Stefano Dionisi
Stefano Dionisi (Roma, 1º ottobre 1966) è un attore italiano.

## Biografia
Conseguita la maturità classica, Dionisi prese lezioni di recitazione presso il teatro "La Scaletta" di Roma. 
Terminati gli studi, intraprese alcuni viaggi che lo portarono a New York ed in India. 
Il suo debutto avviene nel 1986 nel film per la televisione Rose, poi ottiene il ruolo di protagonista nel film Farinelli - Voce regina del 1994, ruolo che gli vale un David di Donatello speciale.
Nel 1995 recita al fianco di Marcello Mastroianni nel film Sostiene Pereira, tratto dal romanzo di Antonio Tabucchi; poi interpreta il fratello omosessuale di Valeria Marini nel film Bambola di Juan José Bigas Luna.
Seguono i film La tregua, Il partigiano Johnny, L'albero delle pere. 
Nel 1999 è András, protagonista del melodrama ungaro-tedesco Gloomy Sunday. 
Ha interpretato Don Rodrigo nello sceneggiato televisivo Renzo e Lucia di Francesca Archibugi. 
Nel 2001 è protagonista insieme a Max von Sydow nel thriller di Dario Argento Non ho sonno.
Nel 2007 interpreta Luciano Liggio nel film tv L'ultimo dei corleonesi ed è protagonista in Caccia segreta regia di Massimo Spano. 
Nel 2010 è protagonista dello spettacolo teatrale The Sunset Limited di Andrea Adriatico, tratto dall'omonima opera di Cormac McCarthy. 
Nel 2011 recita in Caccia al Re - La narcotici, nel ruolo del "cattivo" principale, l'Ottavo Re di Roma. 
Nel 2012 recita al fianco di Sergio Assisi, nel Commissario Nardone, nel ruolo di Sergio Suderghi. 
Nel 2013 recita nella fiction Pupetta - Il coraggio e la passione, nel ruolo del cinico e pedofilo commissario Imparato.
Nel 2015 è ancora Ivano Consanti, l'Ottavo Re di Roma nella seconda stagione de La narcotici.       A settembre 2015 pubblica il libro autobiografico La barca dei folli, nel quale rende nota al pubblico la sua lunga e dolorosa esperienza con la malattia mentale, tra ricoveri coatti e terapie di gruppo. Sempre nel 2015 per lui iniziano le riprese di Un medico in famiglia, in cui interpreta il padre biologico di Anna Martini.

## Filmografia parziale

### Cinema
- Il segreto, regia di Francesco Maselli (1990)
- Tracce di vita amorosa, regia di Peter Del Monte (1990)
- Verso sud, regia di Pasquale Pozzessere (1992)
- Lettera da Parigi, regia di Ugo Fabrizio Giordani (1992)
- Leise Schatten, regia di Sherry Hormann (1992)
- Sabato italiano, regia di Luciano Manuzzi (1992)
- 80 mq - Ottantametriquadri, regia di Dido Castelli (1993)
- Mille bolle blu, regia di Leone Pompucci (1993)
- La ribelle - Storia di Enza, regia di Aurelio Grimaldi (1993)
- Farinelli - Voce regina, regia di Gérard Corbiau (1994)
- Padre e figlio, regia di Pasquale Pozzessere (1994)
- Sostiene Pereira, regia di Roberto Faenza (1995)
- Le fuggitive, regia di Nadine Marquand Trintignant (1995)
- Bambola, regia di Bigas Luna (1996)
- L'arcano incantatore, regia di Pupi Avati (1996)
- Notti di paura, regia di Maurizio Bonuglia (1997)
- La tregua, regia di Francesco Rosi (1997)
- Claudine's Return, regia di Antonio Tibaldi (1998)
- L'albero delle pere, regia di Francesca Archibugi (1998)
- I figli del secolo, regia di Diane Kurys (1999)
- La perdita dell'innocenza, regia di Mike Figgis (1999)
- Gloomy Sunday - Ein Lied von Liebe und Tod, regia di Rolf Schübel (1999)
- Lupo mannaro, regia di Antonio Tibaldi (2000)
- Il partigiano Johnny, regia di Guido Chiesa (2000)
- Il prezzo, regia di Rolando Stefanelli (2000)
- Non ho sonno, regia di Dario Argento (2001)
- Ginostra, regia di Manuel Pradal (2002)
- Senza freni, regia di Felice Farina (2003)
- Ovunque sei, regia di Michele Placido (2004)
- Raul - Diritto di uccidere, regia di Andrea Bolognini (2005)
- La porta delle 7 stelle, regia di Pasquale Pozzessere (2005)
- Antonio Vivaldi, un prince à Venise, regia di Jean Louis Guillermou (2006)
- Last Minute Marocco, regia di Francesco Falaschi (2006)
- Family Game, regia di Alfredo Arciero (2007)
- In hora ultima, regia di Marco Zarrelli (2007) - cortometraggio
- Il sangue dei vinti, regia di Michele Soavi (2008)
- La fisica dell'acqua, regia di Felice Farina (2009)
- Ti presento un amico, regia di Carlo Vanzina (2010)
- Cocapop, regia di Pasquale Pozzessere (2010)
- L'amore fa male, regia di Mirca Viola (2011)
- Il segreto degli alberi, regia di Alessandro Tofanelli (2012)
- La madre, regia di Angelo Maresca (2014)
- 25 aprile - Lettere di condannati a morte della Resistenza italiana, regia di Pasquale Pozzessere (2014) - documentario
- Ride, regia di Valerio Mastandrea (2018)
- Tre piani, regia di Nanni Moretti (2021)
- Fuori, regia di Mario Martone (2025)

### Televisione
- Rose, regia di Tomaso Sherman (1986)
- Quattro storie di donne, regia di Tomaso Sherman, episodio 4 (1989)
- È proibito ballare, regia di Pupi Avati, Cesare Bastelli e Fabrizio Costa (1989)
- Pronto soccorso, regia di Francesco Massaro (1990)
- La piovra 5 - Il cuore del problema, regia di Luigi Perelli (1990)
- Giuseppe, regia di Roger Young (1995)
- Correre contro, regia di Antonio Tibaldi (1996)
- Alexandria Hotel, regia di Andrea Barzini e James Merendino (1999)
- La vita che verrà, regia di Pasquale Pozzessere (1999)
- Sans famille, regia di Jean-Daniel Verhaeghe (2000)
- Renzo e Lucia, regia di Francesca Archibugi (2004)
- Virginia, la monaca di Monza, regia di Alberto Sironi (2004)
- Lucia, regia di Pasquale Pozzessere (2005)
- Il commissario Montalbano, episodio Il gioco delle tre carte, regia di Alberto Sironi (2006)
- La provinciale, regia di Pasquale Pozzessere (2006)
- Caccia segreta, regia di Massimo Spano (2007)
- Era mio fratello, regia di Claudio Bonivento (2007)
- L'ultimo dei Corleonesi, regia di Alberto Negrin (2007)
- L'avvocato Guerrieri - Ad occhi chiusi, regia di Alberto Sironi (2008)
- Una madre, regia di Massimo Spano (2008)
- Tigri di carta, regia di Dario Cioni, 3 episodi (2008)
- Mal'aria, regia di Paolo Bianchini - film TV (2009)
- David Copperfield, regia di Ambrogio Lo Giudice - film TV (2009)
- Caccia al Re - La narcotici regia di Michele Soavi (2011)
- Il commissario Nardone, regia di Fabrizio Costa (2012)
- Pupetta - Il coraggio e la passione, regia di Luciano Odorisio (2013)
- Un caso di coscienza 5, regia di Luigi Perelli (2013)
- Furore, regia di Alessio Inturri (2014)
- Sfida al Cielo - La narcotici, regia di Michele Soavi (2015)
- L'onore e il rispetto - Parte quarta, regia di Luigi Parisi e Alessio Inturri (2015)
- Un medico in famiglia - presente solamente nella decima stagione (2016)
- Il bello delle donne... alcuni anni dopo, regia di Eros Puglielli (2017)
- 1993, regia di Giuseppe Gagliardi - 3 episodi (2017)
- Non uccidere, regia di Claudio Noce - episodio 2x11 (2017)
- Il confine, regia di Carlo Carlei, 2 episodi (2018)
- L'isola di Pietro, regia di Giulio Manfredonia (2018)
- Non dirlo al mio capo, 1 episodio (2018)
- La Compagnia del Cigno, regia di Ivan Cotroneo (2019)
- La vita promessa, regia di Ricky Tognazzi (2020)
- Don Matteo – serie TV, episodio 12x10 (2020)
- Il grande gioco, regia di Nico Marzano e Fabio Resinaro, 3 episodi – serie TV (2022)
- Blanca (seconda stagione), regia di Jan Maria Michelini e Michele Soavi – serie TV (2023)
- Il re (seconda stagione), regia di Giuseppe Gagliardi – serie TV (2024)
- L'amica geniale, regia di Laura Bispuri – serie TV, episodi 4x01-4x02 (2024)
- Stucky, regia di Valerio Attanasio – serie TV, episodio 1x06 (2024)

## Libri
- La barca dei folli. Viaggio nei vicoli bui della mia mente, Collana Strade blu.Non fiction, Milano, Mondadori, 2015, ISBN 978-88-04-65647-0.
- (fr) Jeudi, le jour du barbier, traduzione di Mireille Liber in francese della barca dei folli, Bruxelles, Accro Editions, "Collection Visages", 2022, ISBN 978-2-931137-05-5

## Riconoscimenti
- 1994 – David di Donatello
  - David Speciale per le sue interpretazioni nell'ambito del cinema italiano giovanile